# ブランドゥル・ヘンドリクソン
ブランドゥル・ヘンドリクソン・オルセン（Brandur Hendriksson Olsen, 1995年12月19日 - ）は、フェロー諸島のプロサッカー選手。フェロー諸島代表。アルスヴェンスカン・ヘルシンボリIF所属。ポジションはミッドフィールダー。

## 経歴

### クラブ
2014年9月、キャプテンを務めていたリザーヴチームでの印象的なパフォーマンスが評価され、FCコペンハーゲンのトップチームとプロ契約を交わし、背番号36が与えられた。8月15日にデンマーク・スーペルリーガのミッティラン戦のメンバーに登録されていたが、出場機会はなかった。10月30日、ロスキレとのカップ戦で公式戦デビューを果たした。
2015年4月13日、アウェイのシルケボー戦に途中出場し、スーペルリーガ初出場。5月14日、デンマーク・カップ決勝のヴェストシェラン戦に84分から途中出場し、延長戦で決勝ゴールを挙げ優勝に貢献した。2週間後、オーデンセ戦でフリーキックから再び決勝ゴールを挙げ、リーグ戦を2位で終えた。
12月22日、より出場機会を得るため、デンマーク・ファーストディビジョンのヴェンシュセルに期限つき移籍することが発表された。
2016年7月、3年契約でスーペルリーガのラナースへ移籍。このシーズン、スーペルリーガでプレイするフェロー諸島出身の選手は、ヴェンシュセルでのチームメイトであったハルル・ハンソン（ホーセンス所属）、ヨアン＝シムン・エドムンドソン（オーデンセ所属）に次いで3人目となった。
2018年4月21日、アイスランドのFHハフナルフィヨルズゥルへ移籍。

### 代表
近年のフェロー諸島サッカー界において最も有望な選手のひとりと評されており、2014年10月11日、ユーロ 2016予選の北アイルランド戦（ウィンザー・パーク）に途中出場し、A代表デビュー。14日、フェロー諸島の国立サッカースタジアムであるトースヴェリュールで行われた同予選のハンガリー戦ではスターティングメンバーに名を連ねた。10番を背負ってプレイし、パス捌き、創造性、試合を通じてアヴレッシヴなパフォーマンスで印象を残した。90分間フル出場し、母国のメディアから高い評価を受けた。
2015年6月13日、かつてのヨーロッパチャンピオン・ギリシャ戦で代表初ゴールを記録した。

#### ゴール
| #  | 年月日        | 開催地                                                                | 対戦国             | 勝敗  | 試合概要                               |
| -- | ------------- | --------------------------------------------------------------------- | ------------------ | ----- | -------------------------------------- |
| 1. | 2015年6月13日 | トースヴェリュール（ フェロー諸島・トースハウン）                     | ギリシャ           | ○2-1  | UEFA EURO 2016予選・グループF          |
| 2. | 2016年3月28日 | エスタディオ・ムニシパル・デ・マルベージャ（ スペイン・マルベーリャ） | リヒテンシュタイン | 〇3-2 | 親善試合                               |
| 3. | 2018年3月25日 | エスタディオ・ムニシパル・デ・マルベージャ（ スペイン・マルベーリャ） | リヒテンシュタイン | ○3-0  | 親善試合                               |
| 4. | 2020年9月3日  | トースヴェリュール                                                    | マルタ             | ○3-2  | UEFAネーションズリーグ2020-21・リーグD |
| 5. | 2021年6月7日  | トースヴェリュール                                                    | リヒテンシュタイン | ○5-1  | 親善試合                               |
| 6. | 2021年6月7日  | トースヴェリュール                                                    | リヒテンシュタイン | ○5-1  | 親善試合                               |

## 人物
オルセン（Olsen）はデンマーク語圏において非常に一般的な姓であるため、2015年6月以降、登録名をブランドゥル・ヘンドリクソンとしている。FCコペンハーゲンでも、代表チームでも、ユニフォームの名前表記は「HENDRIKSSON」である。ミドルネームであるヘンドリクソンはオルセンよりもフェロー語の響きがよく、また名がヘンドリク（Hendrik）である父親を誇りに思ってほしいとデンマークのメディアに語っている。

## タイトル

### クラブ
FCコペンハーゲン
- デンマーク・カップ（2014-15）